# Bleiken bei Oberdiessbach

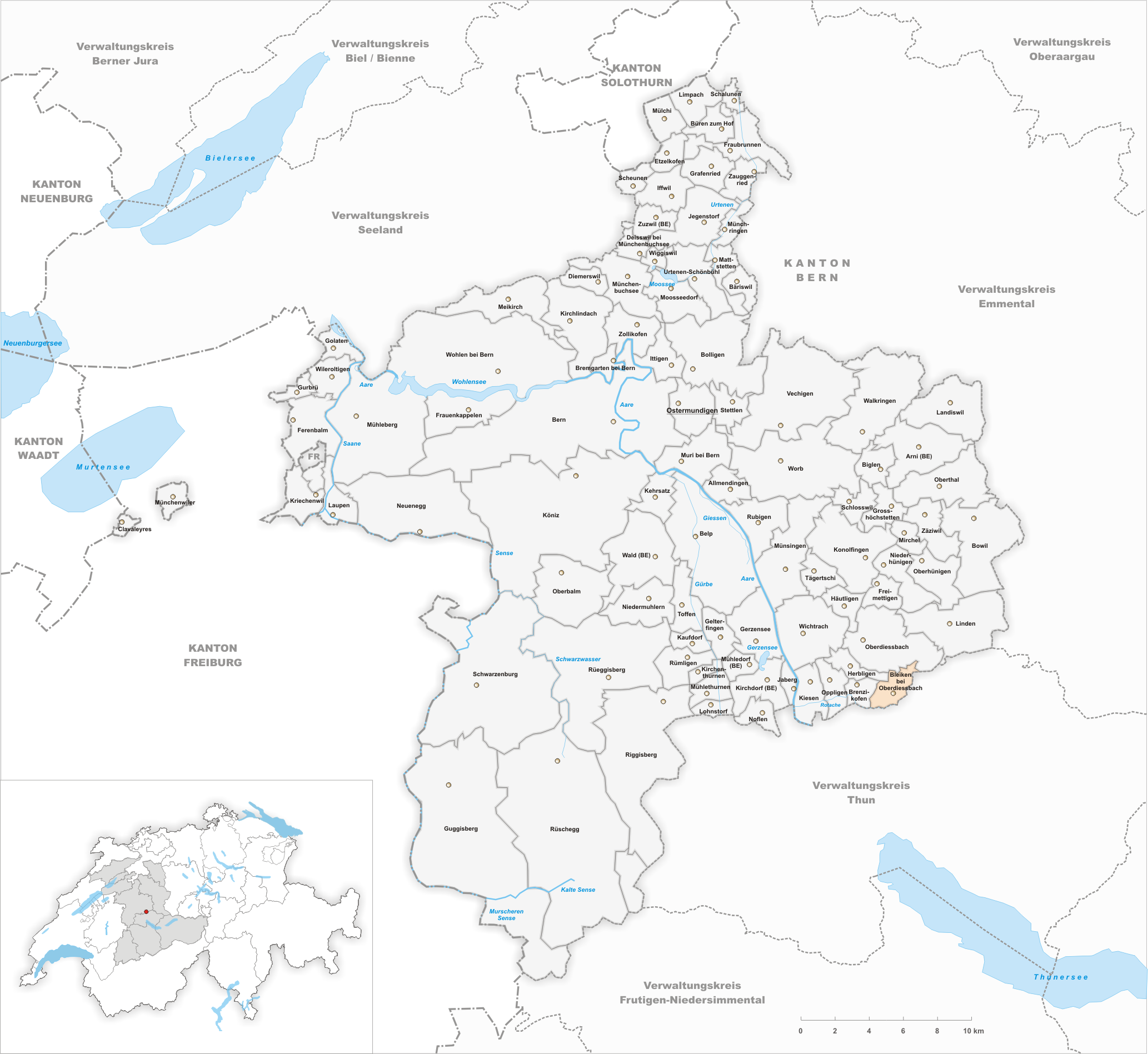
Gemeindestand vor der Fusion am 1. Januar 2014

Bleiken bei Oberdiessbach ist eine Ortschaft in der politischen Gemeinde Oberdiessbach im Verwaltungskreis Bern-Mittelland des Kantons Bern in der Schweiz. Bis zum 31. Dezember 2013 war Bleiken bei Oberdiessbach eine eigene politische Gemeinde. Am 1. Januar 2014 fusionierte sie mit der Gemeinde Oberdiesbach.

## Geographie
Bleiken liegt auf 874 m ü. M., sieben Kilometer nördlich der Stadt Thun (Luftlinie). Das Bauerndorf erstreckt sich an aussichtsreicher Lage am Südhang der Falkenflue, über dem Tal der Rotache, in den voralpinen Molassehöhen östlich des Aaretals.
Die Fläche des 3,6 km² grossen Gebiets der ehemaligen Gemeinde umfasst einen Abschnitt des relativ stark reliefierten Hügellandes östlich des Aaretals. Die südliche Grenze verläuft entlang der Rotache, eines tief in die Landschaft eingeschnittenen rechten Seitenflusses der Aare. Von hier erstreckt sich der Boden der ehemaligen Gemeinde nordwärts über den Hang von Bleiken bis auf den Bürglen (860 m ü. M.), auf den Kamm der Falkenflue (1021 m ü. M.) und der östlich angrenzenden Hügelkette. Oberhalb der Aeschlenalp auf der Schafegg wird mit 1130 m ü. M. der höchste Punkt von Bleiken erreicht. Der Hang von Bleiken wird durch zwei kurze Seitenbäche der Rotache untergliedert, der Ibachgraben bildet auf weite Strecken die östliche Grenze von Bleiken. Von der Gemeindefläche entfielen 1997 5 % auf Siedlungen, 36 % auf Wald und Gehölze, 58 % auf Landwirtschaft, und etwas weniger als 1 % war unproduktives Land.
Bleiken besteht aus fünf Ortsteilen sowie einigen Hofgruppen und Einzelhöfen, nämlich:
- Niederbleiken (800 m ü. M.) in einem Tälchen am Südhang der Falkenflue
- Lehn (860 m ü. M.) am Südhang der Falkenflue
- Kirch (874 m ü. M.) hoch über der Rotache am Südhang der Falkenflue
- Oberbleiken (926 m ü. M.) am Südosthang der Falkenflue
- Egglen (986 m ü. M.) in der Talmulde des Ibachs zwischen Falkenflue und Schafegg

Nachbarn von Bleiken sind der Ortsteil Oberdiessbach der Gemeinde Oberdiessbach sowie die Gemeinden Buchholterberg, Fahrni, Brenzikofen und Herbligen.

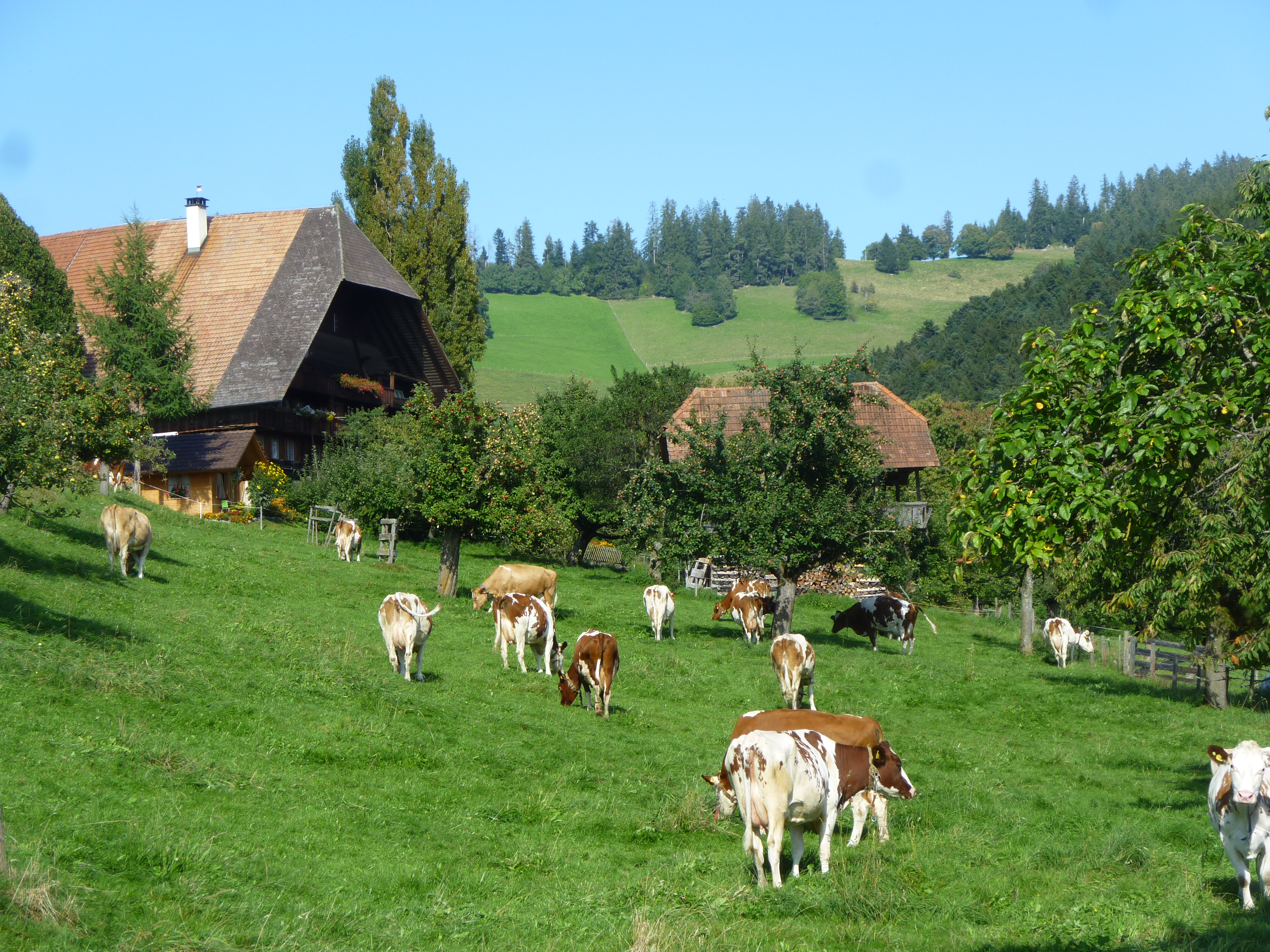
Statthalterhof Oberbleiken

## Geschichte
Die erste urkundliche Erwähnung des Ortes erfolgte 1316 unter dem Namen Bleikon. 1336 erschienen die Bezeichnungen Obrenbleikon und Nidern Bleikon; von 1349 ist Bleichen überliefert. Der Ortsname geht ursprünglich auf einen Flurnamen zurück; das schweizerdeutsche Wort Bleike(n) bedeutet so viel wie Geröllhalde oder Schutthalde.
Seit dem Mittelalter gehörte Bleiken zur Herrschaft Diessbach. Im Jahr 1406 gelangte das Dorf unter die Herrschaft von Bern, die Hohe Gerichtsbarkeit wurde von Konolfingen ausgeübt. Erst seit 1768 war Bleiken eine selbständige Gemeinde, vorher war es Teil von Buchholterberg. Nach dem Zusammenbruch des Ancien Régime (1798) gehörte Bleiken während der Helvetik zum Distrikt Steffisburg und ab 1803 zum Oberamt Konolfingen, das mit der neuen Kantonsverfassung von 1831 den Status eines Amtsbezirks erhielt. Das 1881 bei der Falkenflue errichtete Kurhotel dient heute als Mehrfamilienhaus. Bleiken besitzt keine eigene Kirche; es gehört zur Kirchgemeinde Oberdiessbach.
Seit Januar 2011 prüften Bleiken und Oberdiessbach eine Fusion der beiden Gemeinden. Diese wurde 2014 umgesetzt.

## Bevölkerung
Mit 376 Einwohnern (Stand 31. Dezember 2007) gehörte Bleiken zu den kleinen Gemeinden des Kantons Bern. Von den Bewohnern waren im Jahr 2000 97,1 % deutschsprachig, 2,4 % albanischsprachig, und 0,3 % sprachen Französisch. Die Bevölkerungszahl von Bleiken belief sich 1850 auf 320 Einwohner, 1900 auf 338 Einwohner. Nach einem Höchststand 1910 mit 374 Einwohnern nahm die Bevölkerungszahl im Verlauf des 20. Jahrhunderts bis 1960 deutlich auf 275 Personen ab. Seit 1990 (272 Einwohner) wurde wieder eine rasche Bevölkerungszunahme verzeichnet.

## Politik
Die Stimmenanteile der Parteien anlässlich der Nationalratswahlen 2011 betrugen: SVP 53,6 %, EDU 11,9 %, SP 8,6 %, BDP 7,1 %, glp 4,5 %, FDP 4,3 %, GPS 3,0 %, Jimy Hofer plus 1,8 %, Alpenparlament 1,6 %, CVP 1,0 %, EVP 0,8 %.

## Wirtschaft
Bleiken war bis in die zweite Hälfte des 20. Jahrhunderts ein vorwiegend durch die Landwirtschaft geprägtes Dorf. Noch heute haben die Milchwirtschaft und die Viehzucht einen wichtigen Stellenwert in der Erwerbsstruktur der Bevölkerung. Weitere Arbeitsplätze sind im lokalen Kleingewerbe und im Dienstleistungssektor vorhanden. In den letzten Jahrzehnten hat sich das Dorf dank seiner attraktiven Lage zu einer Wohngemeinde entwickelt. Viele Erwerbstätige sind deshalb Wegpendler, die hauptsächlich in den grösseren Ortschaften der Umgebung (Oberdiessbach) und im Raum Thun arbeiten.

## Verkehr
Das Dorf liegt abseits der grösseren Durchgangsachsen; die Hauptzufahrt erfolgt von Oberdiessbach. Der nächste Anschluss an die Autobahn A6 (Bern–Thun) befindet sich rund 8 km vom Dorf entfernt. Im Dezember 2013 wurde die Busverbindung nach Heimenschwand wegen ungenügender Frequenzen eingestellt, seither verkehrt der öffentliche Verkehr nicht mehr über Bleiken.